# Távfelügyelet
A távfelügyelet általában berendezések távoli elérésére, működtetésére, ellenőrzésére, felügyeletére szolgál. Létezik például vagyonvédelmi célú biztonságtechnikai rendszerek 24 órás távoli megfigyelése, felügyelete.  A diszpécserszolgálat riasztáskor telefonon értesíti a meghatározott személyeket, valamint a jelzésnek megfelelően járőrt indít a helyszínre. A rendszerek közötti kommunikáció vezetékes kapcsolt vonalon keresztül, GSM- illetve GPRS-kapcsolattal történik.
De létezik például távfelügyelet iparban, folyamatirányításban, gépészeti rendszereknél . Ilyenek lehetnek a vízművek , a csatornázási művek, de hűtési, fűtési rendszerek, világítástechnikai, árnyékolástechnikai rendszerek.
Bonyolultabb felügyelet, távfelügyelet alakítható ki például SCADA rendszer segítségével, amikor HMI felületen (Monitor, érintőképernyő, vezérlőfal) történik a rendszer teljes vizualizációja és a folyamati ábrák megjelenítése.
Terjedőben van az intelligens épületek, okos házak, vagy smart home-ok távfelügyelete. Ezek nem bonyolult SCADA felületeket jelentenek, mindössze egyszerűsített távvezérlési funkciókat. Például garázsajtó távnyitás, fűtési, hűtési rendszer távvezérlése okostelefonról, világítások, közművek távoli figyelése, riasztások átvitele.